# The Vavasour Ball
The Vavasour Ball è un cortometraggio del 1914 diretto da Van Dyke Brooke.

## Produzione
Il film fu prodotto dalla Vitagraph Company of America.

## Distribuzione
Distribuito dalla General Film Company, il film - un cortometraggio di 600 metri, ovvero due rulli - uscì nelle sale statunitensi il 20 gennaio 1914 .